# (6126) Hubelmatt
(6126) Hubelmatt est un astéroïde de la ceinture principale.

## Description
(6126) Hubelmatt est un astéroïde de la ceinture principale. Il fut découvert le 5 mars 1989 à l'Observatoire Kleť par Zdeňka Vávrová. Il présente une orbite caractérisée par un demi-grand axe de 2,22 UA, une excentricité de 0,12 et une inclinaison de 2,9° par rapport à l'écliptique.